# Alphonse Ouri
Alphonse Ouri, né le 1er septembre 1828 à Versailles et mort le 2 août 1891 à Paris, est un peintre français.

## Biographie
Alphonse Antoine Joseph Ouri est le fils d'Alphonse François Joseph Ouri, clerc d'huissier, et de Madeleine Catherine Zoé Renault.
En 1853, il épouse Caroline Duttenhofer, fille du décorateur Jean Charles Duttenhofer.
Élève de Bur père, de Nicolas Gosse, et d'Eugène Delacroix, il expose au Salon de 1857 à 1890.
Peintre décorateur, il réalise notamment à Paris le plafond de l'Hôtel de ville, le salon vert des Tuileries, l'Hôtel de M. Fould, rue de Berri, et le Jockey Club et à l'étranger le château de Sandringham, ou l'hôtel Karischkine, à Saint-Pétersbourg.
Il accède au rang de Chevalier de la Légion d'honneur en 1868 et obtient une médaille d'or à l'exposition d'Amsterdam de 1883.
Il meurt à son domicile de la rue Lemercier, à l'âge de 62 ans.

## Œuvres exposées aux Salons parisiens
(sauf mention)
- Fruits et légumes, au Salon de 1857
- Un tableau de fleurs, hommage à Cervantès, au Salon de 1858 (Blois)
- Un tableau de fruits, au Salon de 1858 (Blois)
- Vase de fleurs, au Salon de 1859
- Hommage à Béranger, au Salon de 1859
- Fruits, au Salon de 1859
- Le mois de Marie, au Salon de 1859
- Fleurs, fruits, poissons, gibier, au Salon de 1861, quatre gouaches
- Pavots et plantes, au Salon de 1861
- Fruits et accessoires divers, au Salon de 1861
- Fruits, au Salon de 1867
- Fleurs de mai, au Salon de 1867
- Église Saint-Ambroise, à Paris, au Salon de 1870, peinture, décoration des chapelles absidales
- Souvenir de Montaigne, au Salon de 1879
- La guerre ; la musique, au Salon de 1881, aquarelles
- Plafond renaissance italienne, au Salon de 1881
- Les sciences ; les arts, au Salon de 1881, aquarelles
- Salon Louis XVI, au Salon de 1881
- Plafond exécuté chez M. M., à Paris, au Salon de 1890

## Distinction
- Chevalier de la Légion d'honneur (14 août 1868)